# The Life and Loves of a She-Devil (livro)
The Life and Loves of a She-Devil é um romance de 1983, escrito pela autora feminista britânica Fay Weldon, sobre uma mulher que, ao saber que está sendo traída pelo marido, faz todo o possível para conseguir vingança dele e de sua amante.
O romance foi filmado duas vezes: em 1986, como uma mini-série de televisão e em 1989, como um filme (porém menos verdadeiro ao livro), titulado She-Devil (no Brasil, Ela é o Diabo), estreando Roseanne Barr como "she-devil" e Meryl Streep como sua vítima.
|               | mini-série de 1986   | filme de 1989    |
| ------------- | -------------------- | ---------------- |
| duração       | 4 x 60 minutos       | 100 minutos      |
| Roteiro por   | Ted Ballantine       | Barry Strugatz   |
| Dirigido por  | Philip Saville       | Susan Seidelman  |
| Ruth Patchett | Julie T. Wallace     | Roseanne Barr    |
| Bobbo / Bob   | Dennis Waterman      | Ed Begley Jr.    |
| Mary Fisher   | Patricia Hodge       | Meryl Streep     |
| Nicola        | Caroline Butler      | Elisebeth Peters |
| Andy          | Christopher Mossford | Bryan Larkin     |

1. ↑  https://lendomuito.wordpress.com/2016/02/14/a-maligna-fay-weldon/